# Erklärvideo
Erklärvideos sind Filme, in denen erläutert wird, wie man etwas macht oder wie etwas funktioniert, bzw. in denen abstrakte Konzepte und Zusammenhänge erklärt werden. Diese können von Unternehmen und Organisationen produziert werden, um ihre Produkte und Dienste ihren Kunden oder anderen Zielgruppen möglichst niedrigschwellig und einfach zu vermitteln (Customer Education). Kennzeichnendes Element sind das Storytelling und die Multisensorik. Die zumeist ein- bis dreiminütigen Videos erschöpfen Themen nicht, sondern zeigen die relevanten Punkte effizient auf. Von Amateuren eigenproduzierte Erklärvideos dagegen variieren stark in den Themen sowie ihrer medialen und didaktischen Gestaltung. Dies reicht von einfachen Tutorials, in denen eine Tätigkeit im Sinne einer vollständigen Handlung vorgemacht und ggf. erläutert wird, bis hin zu didaktisch und medial aufwendig gestalteten Erklärvideos.

## Gestaltungselemente
In Erklärvideos kommen Text, Bilder, Musik und Sprecher zum Einsatz. Neben diesen expliziten Gestaltungsmitteln bedienen sich Erklärvideos häufig weiterer, konzeptioneller Gestaltungselemente wie zum Beispiel live im Video gezeichnete Inhalte, Real-Bilder bzw. Videosequenzen oder 3D-Elemente.

### Kontext
Der Kontext ist meist so gewählt, dass er dem Zuschauer hilft, das Thema in seine Lebenswirklichkeit einzuordnen und so greifbarer zu machen. Die Erklärung steht also in der Regel nicht für sich allein und das Thema wird aus der Perspektive der Zielgruppe analysiert.

### Sprache
Erklärvideos arbeiten meist mit einer relativ klaren, einfachen Sprache. Es wird konkret formuliert, Fremdwörter werden vermieden oder ebenfalls erklärt, auch die Syntax ist einfach (z. B. durch Vermeidung von Schachtelsätzen). Neurowissenschaftlich ist nachweisbar, dass konkrete Begriffe und einfach strukturierte Sätze vom Gehirn deutlich schneller verarbeitet werden können als abstrakte Begriffe oder komplexe Sätze. Deshalb verwenden Erklärvideos meist Formulierungen der gesprochenen Sprache.

### Storytelling
Mit Hilfe von Storytelling wird die Botschaft emotional verankert. Durch eine Geschichte wird die Zielgruppe kognitiv und affektiv angesprochen. Außerdem hilft eine konkrete Geschichte dabei, das Thema in die eigene Lebenswirklichkeit einzuordnen. Aus wissenschaftlicher Sicht ist nachweisbar, dass Geschichten dazu in der Lage sind, bestehendes Wissen zu sichern, zu vernetzen und für künftige Situationen abrufbereit zu halten. Beim Einsatz im Change Management in der internen Unternehmenskommunikation bietet Storytelling die Chance, das Ende eines Veränderungsprozesses durch eine erzählte Lösung vorwegzunehmen. Die daraus entstehende Zukunftsvision kann durch die gemeinsame Zielvorstellung die Motivation der Mitarbeiter steigern.

### Einfache Symbolik
Viele Erklärvideo-Formate bedienen sich einer einfachen Symbolik. Schlüsselbegriffe oder wichtige Zusammenhänge werden durch plakative Illustrationen visualisiert. Der Detailgrad der Visualisierungen unterscheidet sich dabei je nach Format. So liegt beim Legetrick-Format der Fokus der Visualisierung auf einigen Schlüsselbegriffen oder Zusammenhängen pro Szene, bei animierten Erklärvideos hingegen werden ganze Szenerien visualisiert.

## Aufbau
Erklärvideos sind meist nach einem idealtypischen Schema aufgebaut, welches einem bestimmten dramaturgischen Ablauf folgt. Dieser Ablauf lässt sich in fünf Phasen gliedern:
1. Die Problemdarstellung: Die Zielgruppe wird mit einer typischen Problemsituation konfrontiert. Die damit einhergehenden Sorgen und Komplikationen werden beschrieben und hierbei die Notwendigkeit nach einer für diese Situation passenden Lösung aufgezeigt. Oftmals wird in diesem Zuge auch erklärt, warum bereits existierende Lösungen nicht funktionieren.
2. Der Lösungsansatz: Nach der Schilderung des Problems, wird die vom entsprechenden Unternehmen präsentierte Lösung beschrieben. Im Regelfall liegt der Fokus hier auf den Kernaussagen des beworbenen Produktes oder der dargestellten Dienstleistung. Meist wird versucht die Lösung des zuvor gezeigten Problems in einem einzigen Satz zu erklären.
3. Die Funktionsweise: Nachdem der Kern der Lösung kurz und prägnant auf den Punkt gebracht wurde, wird die exakte Funktionsweise des Produktes oder der Dienstleistung beschrieben und relevante Details präzise erörtert. Um die Verständlichkeit zu erhöhen, werden hierbei oft Charaktere eingesetzt, welche mit der Lösung interagieren und das Produkt oder die Dienstleistung dadurch anschaulich präsentieren.
4. Die Zusammenfassung: Hier wird die Brücke zur anfänglichen Problemdarstellung geschlagen. Die im Erklärvideo präsentierte Lösung wird als ideal für das eingangs gezeigte Problem dargestellt. Der Protagonist des Videos ist an dieser Stelle zufrieden mit der neuen Situation.
5. Call to Action: Am Ende des Erklärvideos wird der Zuschauer mit einer konkreten Handlungsaufforderung, der sogenannten Call to Action, verabschiedet. Diese kann beispielsweise dazu auffordern eine Website zu besuchen, ein Produkt zu bestellen oder einen Newsletter zu abonnieren.

## Wissenschaftliche Grundlagen und Wirkmechanismen

### Wissenserwerb: Multimedia Learning
Durch die Multisensorik werden mehrere Sinne angesprochen. Die Multisensorische Verstärkung besagt, dass das menschliche Gehirn eine Botschaft, die uns zeitgleich über mehrere Sinne erreicht, schneller und um ein Vielfaches intensiver verarbeitet als ein isoliert ankommendes Signal. Die kognitive Theorie des multimedialen Lernens von Richard E. Mayer (2001) zeigt auf, welche Prinzipien hinter multimedialem Lernen stehen und wie multimediale Inhalte gestaltet werden müssen, damit sie sich lernfördernd auswirken.

### Kriteriensystem zur Gestaltung von Erklärvideos nach Kulgemeyer
Auf Basis einer Metaanalyse von empirischen Studien zur Wirkung von instruktionalen Erklärungen (d. h. Face-to-Face Erklärungen) hat Christoph Kulgemeyer ein Kriteriensystem entwickelt und erforscht, das die Verständlichkeit von Erklärvideos insbesondere bei naturwissenschaftlichen Inhalten beeinflusst. In einer Studie mit Schülerinnen und Schülern zu Videos von physikalischen Themen zeigte sich, dass Videos, die diese Kriterien berücksichtigen, tatsächlich besser verstanden werden. Es zeigt sich in einer weiteren Studie auch, dass Videos zu physikalischen Themen bei YouTube durch diese Kriterien deutlich verbessert werden können. Insbesondere findet sich in dieser Studie kein Zusammenhang zwischen einer nach diesem System bemessenen Erklärgüte eines Videos und Maßen bei YouTube wie Likes, Dislikes, Betrachtungsdauer oder Aufrufen. Allerdings sind inhaltliche Diskussionen in den Kommentaren zu dem Video verstärkt bei nach dem System guten Videos vorhanden.
Dem System zufolge kann die Erklärqualität eines Videos an 10 Faktoren festgemacht werden:
1. Struktur – Regel-Beispiel oder Beispiel-Regel: Wenn das Ziel des Videos ist, eine Regel zu verstehen (z. B. ein physikalisches Gesetz), dann ist es empfehlenswert, zunächst das Prinzip vorzustellen und es dann an Beispielen zu verdeutlichen. Wenn Routinen erlernt werden sollen (z. B. ein Rechenweg), ist das umgekehrte Vorgehen empfehlenswert – erst wird das Vorgehen demonstriert und dann mit einer Regel erklärt, warum das Vorgehen erfolgreich ist.
2. Struktur – Zusammenfassung: Das Video sollte eine kurze Zusammenfassung der Inhalte bieten.
3. Adaption an Wissensstand, Fehlvorstellungen und Interessen: Das Video sollte an eine gut beschriebene Adressatengruppe angepasst werden. Dabei werden der voraussichtliche Wissensstand sowie etwaige Fehlvorstellungen zum erklärten Konzept berücksichtigt. Insbesondere die Auswahl der Beispiele wird am Interesse der Zielgruppe ausgerichtet.
4. Um an die Zielgruppe adaptiert zu werden, sind fünf Werkzeuge zur Adaption vielversprechend:
  1. Beispiele
  2. Analogien und Modelle (Brücken zwischen Vorwissen und erklärtem Inhalt)
  3. Darstellungsformen und Demonstrationen (auch Experimente)
  4. Sprachebene (z. B. Fachsprache oder Alltagssprache)
  5. Ebene der Mathematisierung (z. B. mathematisch-formal oder verbal-umschreibend. Insbesondere die Verwendung von Formeln muss an die Zielgruppe angepasst werden.)
5. Minimales Erklären – Exkurse vermeiden, Fokus auf Prinzip legen: In einem Erklärvideo sollte ein Prinzip erklärt werden, ohne Exkurse zu anderen Themen oder Randinformationen. Auch zu viele Beispiele, Analogien, Modelle oder Darstellungsformen sind zu vermeiden. Der Cognitive Load soll dadurch gering gehalten werden.
6. Minimales Erklären – hohe Kohäsion: Um eine kohärente Darstellung zu erreichen, werden Sätze mit Konnektoren verbunden (insbesondere "weil"). Pronomen und Synonyme werden vermieden, um den Bedarf an Inferenzen gering zu halten.
7. Relevanz verdeutlichen: Das Video gibt eine Aussage darüber warum der erklärte Inhalt bedeutsam für die Zielgruppe ist.
8. Direkte Ansprache: Die Zielgruppe wird direkt angesprochen, z. B. durch die zweite Person Plural anstelle von Passivkonstruktionen.
9. Einbettung – Anschließende Lernaufgabe: Um Verständnis vom erklärten Konzept zu erlangen, ist die reine Darstellung im Video nicht ausreichend. Es sollte eine Lernaufgabe anschließen, in der das erklärte Wissen selbstständig verwendet werden muss (z. B. eine Übertragung auf ein anderes Beispiel).
10. Einbettung – Neues, komplexes Prinzip: Das Video erklärt ein Prinzip oder eine allgemeine Regel explizit. Erklärvideos können nur lernwirksam sein, wenn zu diesem Prinzip ein geringes Vorwissen zu erwarten ist und es zu komplex für eine eigenständige Erarbeitung durch die Zielgruppe ist (z. B. wegen häufiger Fehlvorstellungen zum Prinzip).

### Einstellungsänderung: Elaboration Likelihood Model
Das Elaboration Likelihood Model beschreibt die Auswirkungen persuasiver Kommunikation hinsichtlich der Einstellung des Rezipienten zum behandelten Thema. Ein Schlüsselhindernis dabei ist das „Gegenargumentieren“ (Counter-Arguing), also die Art von Kognitionen, die inkonsistent zur persuasiven Argumentation sind. In einer Studie aus dem Jahr 2002 wurde festgestellt, dass dieses automatische „Gegenargumentieren“ reduziert wird, je stärker der Rezipient in eine Geschichte vertieft ist. Die Autoren schlussfolgern, dass Edutainment-Inhalte (vgl. nächster Abschnitt) durch das Blockieren der Gegenargumentation eine besondere Möglichkeit bieten, Menschen zu beeinflussen, die sonst resistent gegenüber Überzeugungsversuchen sind. Peter Vorderer, Professor of Media and Communication Studies vom Institut für Medien- und Kommunikationsforschung der Universität Mannheim, wies in einer Studie aus dem Jahr 2013 nach, dass ein Erklärvideo „einen signifikanten Einfluss auf die Einstellung hat. [...] Für die vergleichsweise kurze Filmdauer von nur etwa drei Minuten sind das bemerkenswerte Ergebnisse.“

### Sozialkognitive Lerntheorie
Die sozialkognitive Lerntheorie von Albert Bandura besagt, dass Modelle als Vermittler von Wissen, Werten, kognitiven Fähigkeiten und neuem Verhalten dienen. Bandura hat im Rahmen seiner Forschung zum sozialen Lernen herausgefunden, dass Menschen nicht nur an realen, sondern auch an fiktiven, symbolischen Modellen lernen. Bandura hat Edutainment-Projekte im Hinblick auf seine Theorie untersucht: Demnach bieten sie die Chance, die Menschen auf die Hindernisse vorzubereiten, denen sie bei einem Veränderungsprozess begegnen werden, indem prototypische Problemsituationen geschaffen, aber auch gelöst werden. Zu sehen, wie die Modelle diese Problemsituationen meistern und ihr Leben zum Besseren wenden, vermittelt dem Rezipienten nicht nur Strategien dafür, es selbst zu tun, sondern stärkt auch die Wahrnehmung der Selbstwirksamkeit, also der Überzeugung, selbst erfolgreich das gewünschte Ergebnis erreichen zu können.

## Entwicklung
Die Informationsbeschaffung über das Medium Bewegtbild wird immer populärer. So hat die wöchentliche Bewegtbildnutzung in Deutschland 2013 gegenüber dem Vorjahr deutlich zugenommen. 43 Prozent der Online-Nutzer (rund 23 Millionen) nutzen regelmäßig Videos im Netz – dies entspricht einem Zuwachs von 6 Prozentpunkten. Dementsprechend steigt auch der Einsatz von Erklärvideos und die Anzahl der Anbieter in Deutschland, die sich in den Jahren von 2012 bis 2014 nahezu verdoppelt hat.

## Abgrenzung zu How-To-Videos
Ein Erklärvideo geht auf die Bedürfnisse und Anforderungen der Zielgruppe ein. Zentrales Element ist das emotionale Storytelling. Das heißt, dass der Betrachter direkt involviert wird, da er sich mit dem Protagonisten des Videos identifiziert. How-To-Videos dagegen demonstrieren zumeist, wie ein Dienst, Produkt oder Shop benutzt wird. Eine emotionale Bindung soll hier nicht aufgebaut werden.

## Einsatzgebiete
Erklärvideos werden in der klassischen Marktkommunikation eingesetzt, da Besucher länger auf Websites bleiben, auf denen Videos das Produkt, den Dienst oder das Unternehmen vorstellen. Erklärvideos werden auch zur Conversion-Optimierung eingesetzt. Aber auch als Marketingfilm, Produktfilm oder Imagefilm kann ein Erklärvideo die Zielgruppe ansprechen.
Auch in der internen Unternehmenskommunikation werden Erklärvideos  eingesetzt, sowohl für Themen wie Compliance, Corporate Governance oder Change Management als auch bei der klassischen Arbeitsunterweisung (z. B. Arbeitsschutz, Datenschutz oder Brandschutz). Auch beim E-Learning werden Erklärvideos eingesetzt, um den Mitarbeitern Wissen portionsweise anzubieten.